# Just Cause 4
Just Cause 4 (En español Causa Justa 4) es un videojuego perteneciente al género de acción y aventura desarrollado por la empresa Avalanche Studios y publicado por Square Enix. Es el cuarto videojuego de la serie Just Cause y la secuela de Just Cause 3 del año 2015. Su lanzamiento oficial se produjo el 4 de diciembre del año 2018 para las plataformas Microsoft Windows, PlayStation 4 y Xbox One.

## Jugabilidad
Just Cause 4 es un videojuego de acción y aventuras en tercera persona ambientado en un mundo abierto. El jugador asume el papel del protagonista de la serie Rico Rodríguez.

## Ambientación
El juego se desarrolla en un país sudamericano ficticio llamado Solís. En el cual Rico Rodríguez se enfrenta al recurrente grupo paramilitar Black Hand (Mano Negra), dirigido por una mujer llamada Gabriela.

## Argumento
Después de los eventos de Just Cause 3, Rico Rodríguez  es abordado por una nativa de Solís, Mira Morales, quien lo convence de dirigirse a Solís para descubrir la verdad sobre el Proyecto Illapa, un proyecto destinado a crear núcleos meteorológicos capaces de controlar el clima y generar tormentas, y uno en el que el padre de Rico, Miguel Rodríguez, participó en la creación. El proyecto está dirigido por el líder titular de Solís, Oscar Espinosa, quien mantiene un estricto control sobre la gente de Solís.
Después de un intento fallido de deponer a Espinosa, y de un enfrentamiento con su ejército privado, la Mano Negra, dirigido por Gabriela Morales, Rico forma un ejército propio con Mira, llamado "Ejército del Caos", destinado a derribar el Proyecto Illapa y ponerle final al régimen de Espinosa. En el camino, se encuentra con Luis Sargento, un ávido comandante del Ejército del Caos; Izzy, un hacker; Garland King, un cineasta obsesionado con la filmación de acrobacias en Solís; y Javi Huerta, un arqueólogo que desea descubrir la historia detrás de Solís y el legado de Espinosa. Cuando Rico se propone destruir los cuatro núcleos prototipo del clima que se están probando en Solís, también se encuentra con Lanza Morales, el tío de Mira y un científico que trabajó en el Proyecto Illapa; César, un expiloto convertido en teórico de la conspiración; y Tom Sheldon, el viejo manejador en la agencia.
Pronto, se revela que hace años, Miguel, junto con Lanza, y el padre de Espinosa, Leon Espinosa, trabajaron en el proyecto con el objetivo de controlar el clima para el bien de la gente. Sin embargo, Espinosa, convencido de que su padre estaba desperdiciando el dinero de su familia en el proyecto, asumió el control después de la muerte repentina de su padre y tenía la intención de armar la tecnología e investigación de Illapa para vender al mejor postor. Miguel, disgustado por la idea, dejó el proyecto, pero Espinosa usó su control de Sebastiano Di Ravello en Medici y las relaciones con la Agencia para asesinar a Miguel, antes de encarcelar a Lanza para obligarlo a continuar trabajando en el proyecto.
Después de que Rico logra destruir los cuatro núcleos meteorológicos y el Ejército se hace cargo de la base principal de Espinosa, Espinosa revela que ya ha creado un núcleo meteorológico perfecto que combina las cuatro capacidades de los núcleos meteorológicos y tiene la intención de venderlo a la Agencia por billones de dólares. Cuando Espinosa se va en un jet y el núcleo meteorológico está listo para golpear tanto al Ejército como a la Mano Negra en su base principal, Rico, junto con Gabriela, quien se vuelve contra Espinosa después de que ella se da cuenta de que está sacrificando a su ejército para su ganancia. controla el núcleo y lo conduce al avión de Espinosa, matándolo y terminando con su régimen.
En la escena final, mientras el Ejército del Caos celebra su victoria, Rico revela que él y su padre eran solo 'peones en un juego más grande', y que todo 'siempre vuelve a la Agencia'. Con ese razonamiento, Rico sugiere atacar a la Agencia a continuación, y tanto Sheldon como Mira aceptan unirse a él en su ataque.

## Desarrollo y lanzamiento
Just Cause 4 fue desarrollado por Avalanche Studios y publicado por Square Enix. El videojuego se desarrolló utilizando una nueva versión del motor de juego Apex de Avalanche. La nueva tecnología permite que el videojuego tenga efectos climáticos diversos y extremos, incluyendo tormentas de nieve, tormentas de arena, tornados y más. Los desarrolladores del videojuego notaron que se habían realizado mejoras en la inteligencia artificial del videojuego con respecto a Just Cause 3. Estos cambios tenían la intención de hacer que los personajes no jugadores sean más inteligentes para que se comporten más tácticamente y representen una amenaza mayor para el jugador. Otras mejoras en el motor del juego incluyen la representación basada en la física y un nuevo sistema de animación.
El videojuego fue anunciado durante la conferencia de prensa de Microsoft en la E3 2018, y también apareció más tarde en el escaparate de Square Enix y en el PC Gaming Show. El juego salió a la venta para PlayStation 4, Windows y Xbox One el 4 de diciembre del 2018.

## Recepción
Según la página de críticas y reseñas Metacritic, Just Cause 4 recibió críticas "mixtas o promedio" de los críticos.
El juego recibió críticas mixtas de los críticos especializados. Si bien fue elogiado por su juego de mundo abierto, controles y gráficos, fue criticado por su historia, escenas mal interpretadas y actuación de voz. El juego también fue muy criticado por los usuarios que notaron la regresión del juego en la calidad de los gráficos en relación con los pagos anteriores de la serie, en particular señalando los efectos del agua enormemente simplificados y la vegetación de aspecto plano. Esto llevó a Square Enix a desarrollar un parche en un intento por aliviar estas quejas, con un éxito parcial.